# 列奥纳多·达·芬奇

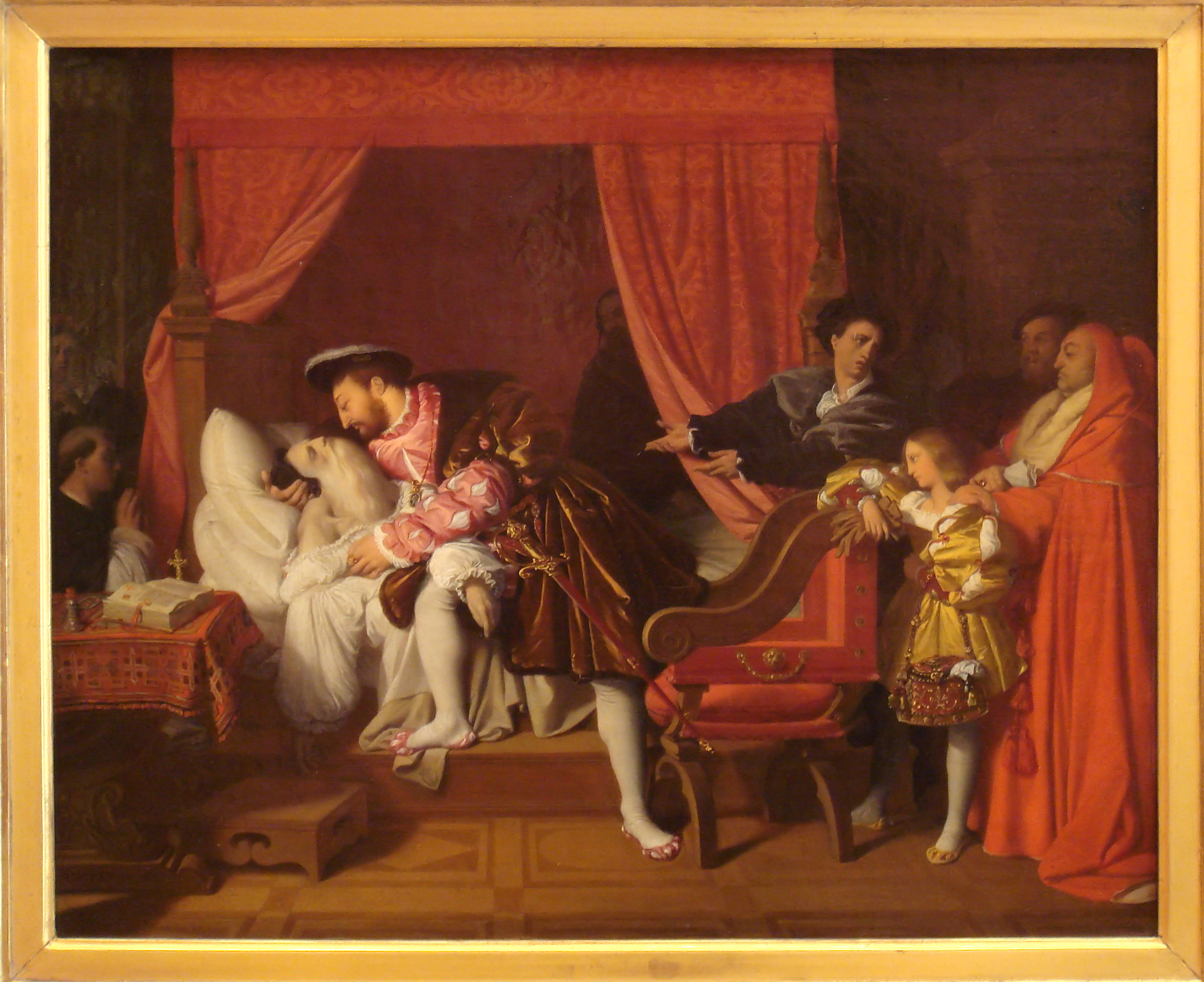
法王弗朗索瓦一世探望臨終的達文西，讓·奧古斯特·多米尼克·安格爾绘于1818年。

李奧納多·迪·塞尔·皮耶罗·达·芬奇（義大利語：Leonardo di ser Piero da Vinci，意为「芬奇城的皮耶罗先生之子列奥纳多」；儒略历1452年4月15日—1519年5月2日），意大利文藝復興時期博學者：在繪畫、音樂、建築、數學、幾何學、解剖學、生理學、動物學、植物學、天文學、氣象學、地質學、地理學、物理學、光學、力學、發明、土木工程等領域都有顯著的成就。这使他成为文藝復興時期人文主义的代表人物，也是歷史上最著名的藝術家之一，與米开朗基罗和拉斐尔並稱文艺复兴三杰。小行星3000为纪念达·芬奇而被命名為“列奥纳多”。
达·芬奇常常被描述成一个博学者中的典型、一个有着“不可遏制的好奇心”和“极其活跃的创造性想象力”的人。他被广泛地认同为迄今为止最伟大画家之一，或许他还是所有人中拥有最多不同类型的天赋的人。按照艺术史学者海伦·加德纳的说法，他的兴趣到达了一个前所未有的范围和深度，而且“他的思想和人格似乎是超出常人的，而他本身却是神秘又疏远”。Marco Rosci提出尽管现在已经有许多关于列奥纳多·达·芬奇的推测，他的世界观却是从本质上符合逻辑的而不是神秘的，他使用的经验主义的手法在那个时期也是不寻常的。
达·芬奇是公证员皮耶罗·达·芬奇和农民妇女卡泰丽娜的非婚生子女，他在意大利佛罗伦萨中一个叫做芬奇的地方出生成长。列奥纳多从小在著名的佛罗伦斯画家安德烈·德尔·韦罗基奥的画室受教育。他的早期工作生涯都是为米蘭的卢多维科·斯福尔扎服务。他后来在罗马、波隆那和威尼斯工作，在弗朗索瓦一世授予他的法国的家中度过了人生中最后一年。
达·芬奇过去与现在都主要以画家著称，并以其畫作写实性和极具影響力聞名。在他的作品中，《蒙娜丽莎》是最负盛名且最常被模仿的肖像。《最后的晚餐》被认为是所有时期中最多被复制的宗教绘画，只有米开朗基罗的《创造亚当》的声望能与之媲美。列奥纳多的绘画《维特鲁威人》也被认为是一个文化的象征，他被複製在各种各样的物品上，如欧元、教科书和T恤衫上。他的绘画中有15张遗留了下来，之所以数量这么少，是因为他持续不断地，频繁地用新技术进行灾难性的试验以及他作画时一贯的拖延。不论如何，他的作品，连同他那包含了速寫、科学图解和关于绘图本质思想的笔记手稿，使他成为了同时代中只有米开朗基罗才能与之相提并论的、对后世的艺术家有巨大影响的艺术家。
达·芬奇受到人们的尊崇是因为他技术上的独创性。他具有超越當時的廣泛構思，其中著名的概念性发明有：直升机、機關槍、機器人、坦克、太阳能聚焦使用、计算器、雙層殼，他还勾勒出了板块构造论的基本理论框架。但达·芬奇的作品中衹有極少數畫作流傳下來，加上散佈在形形色色收藏中包括了繪畫、科學示意圖、筆記的手稿。达·芬奇的发明大多是超前的，在当时，只有少数设计在当时被建造出来，而多数设计在当时是不可实现的。但达·芬奇的一些小发明，例如一个自动的绕轴机，一个用于测试金属线的张力的机器，这些发明第一次预示了一个有制造业的世界。他在解剖学、土木工程、光学和流体力学方面都有过重要的探索。

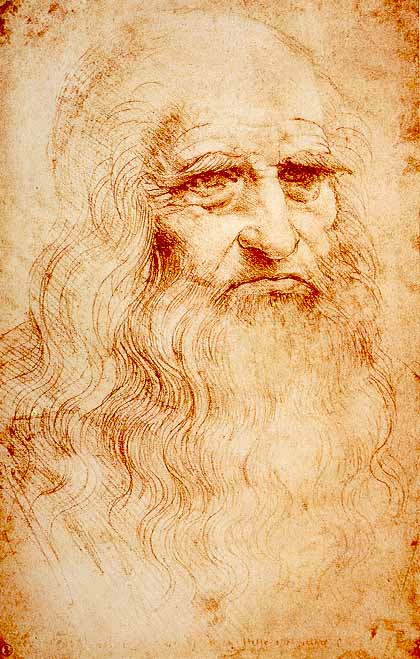
紅色粉筆畫的肖像，畫於大約1512年至1515年，被廣泛視為最初的达·芬奇自画像

## 生平

### 童年（1452－1466）

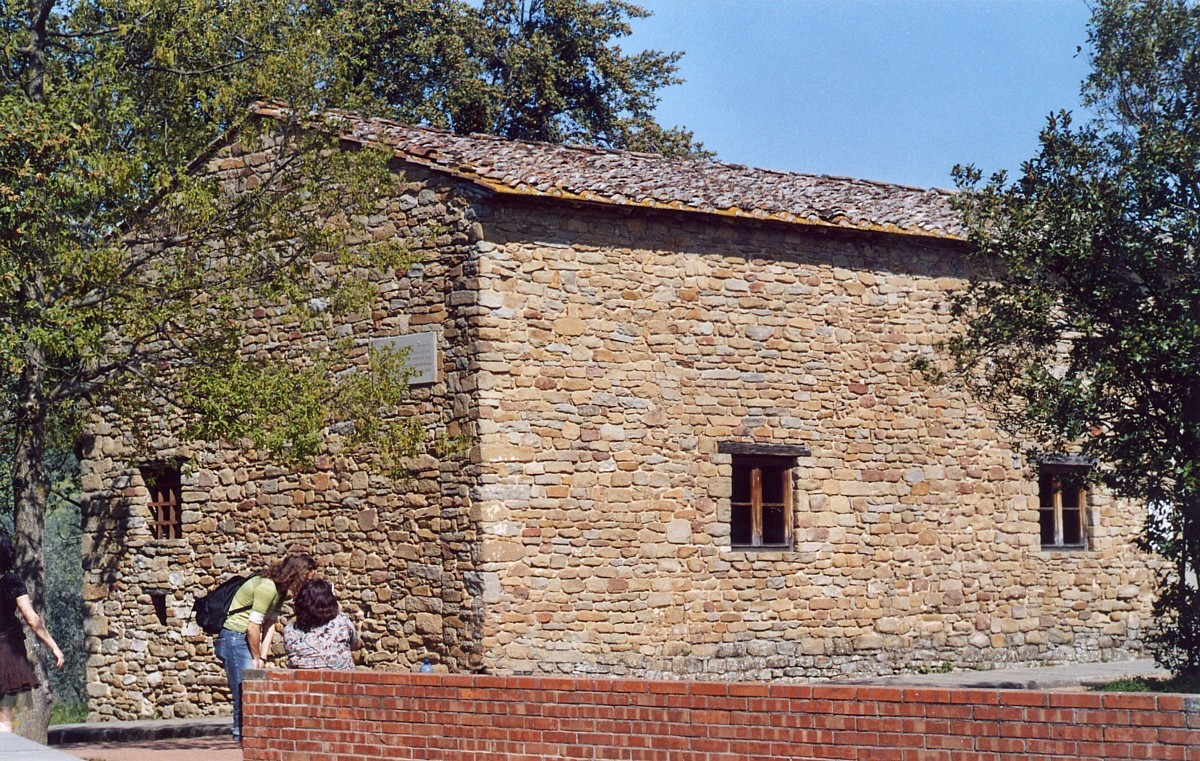
位于芬奇的达·芬奇儿时故居

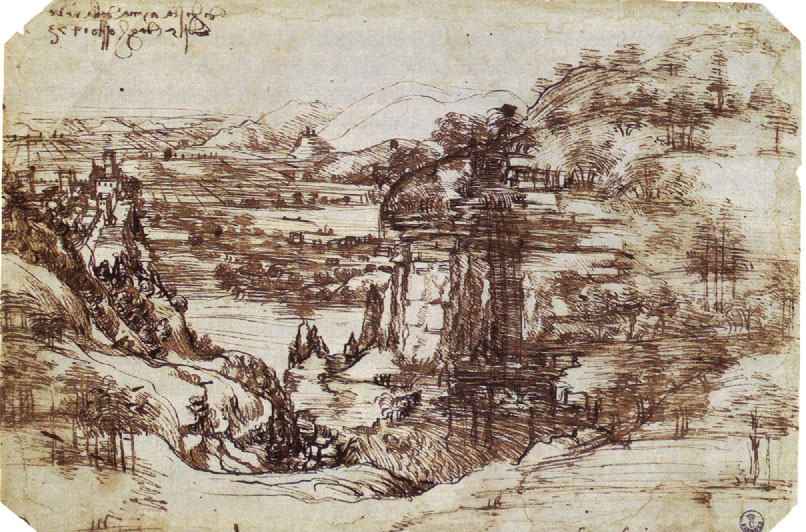
已知最早的达·芬奇画作——《阿莫谷》（作于1473年），现藏于乌菲兹美术馆

达·芬奇出生于1452年的4月15日（儒略历）“在夜幕降临三个小时后”。在芬奇的托斯卡纳小山镇，阿尔诺河流过的山谷附近，当时这个地方是美第奇家族统治下的佛罗伦萨共和国的领地。达·芬奇的父亲叫皮耶罗·达·芬奇，是佛罗伦萨的法律公证员，因此十分富有。他的母亲卡泰丽娜（Caterina或Catelina）是农妇。达·芬奇是他们的私生子。
达·芬奇并没有一个真正意义的姓，人们通称的“达·芬奇”是意大利语“来自芬奇城”的意思。他的全名“Lionardo di ser Piero da Vinci”的意思则是“芬奇城皮耶羅先生之子李奧納多”。他名字中的“ser”只表明他的父亲是一个绅士。
人们对列奥纳多的童年知之甚少，很多内容都笼罩在神话之中，部分原因是16世纪艺术史学家喬爾喬·瓦薩里所著的《最优秀画家、雕塑家和建筑师的一生》中经常出现杜撰的传记。税务记录表明，1457年之后，他便住在祖父安东尼奥·达·芬奇（Antonio da Vinci）的家里。但在此之前的几年里，他可能是在圣潘塔莱奥内（San Pantaleone）教区的安基亚诺（Anchiano）或坎波泽皮（Campo Zeppi）的母亲那儿度过的。他与叔叔弗朗切斯科·达·芬奇（Francesco da Vinci）更为亲近，而他的父亲可能大部分时间都在佛罗伦萨。他的父亲和名叫阿尔比耶拉·阿马多里（Albiera Amadori）的十六岁女孩结了婚。她喜爱达·芬奇，但死得很早。达·芬奇16岁时，他的父亲和20歲的弗朗切斯卡·兰弗雷迪尼（Francesca Lanfredini）结婚。直到他的第三次和第四次结婚后，达·芬奇的父亲才有了合法的子嗣。
达·芬奇没有正式地学过拉丁语、几何和数学。后来，达·芬奇记录了他小时候的两次小意外。一隻隼（獵鷹）在他的摇篮上空盘旋，牠尾巴上的羽毛扫到了他的脸。还有一次，他在山里探索时发现了一个洞穴，虽然害怕里面会藏有怪兽，但在好奇心的驱使下最后还是进去一探究竟。
达·芬奇的童年已成历史疑案。16世纪文艺复兴时期的传记作家喬爾喬·瓦薩里，记述了一个当地的农民做了一个盾牌，请达·芬奇的父亲皮耶罗在盾牌上作画。儿子达·芬奇在上面画了一个吐着火舌的怪兽。这张画栩栩如生，令人觉得十分恐怖，皮耶罗便把它卖给了佛罗伦萨的艺术中介，艺术中介又把这幅画卖给了米兰的公爵。然后皮耶罗才用转让这幅画赚的钱给那个农夫买了一个新盾牌，上面绘有一个被箭穿过的红心。

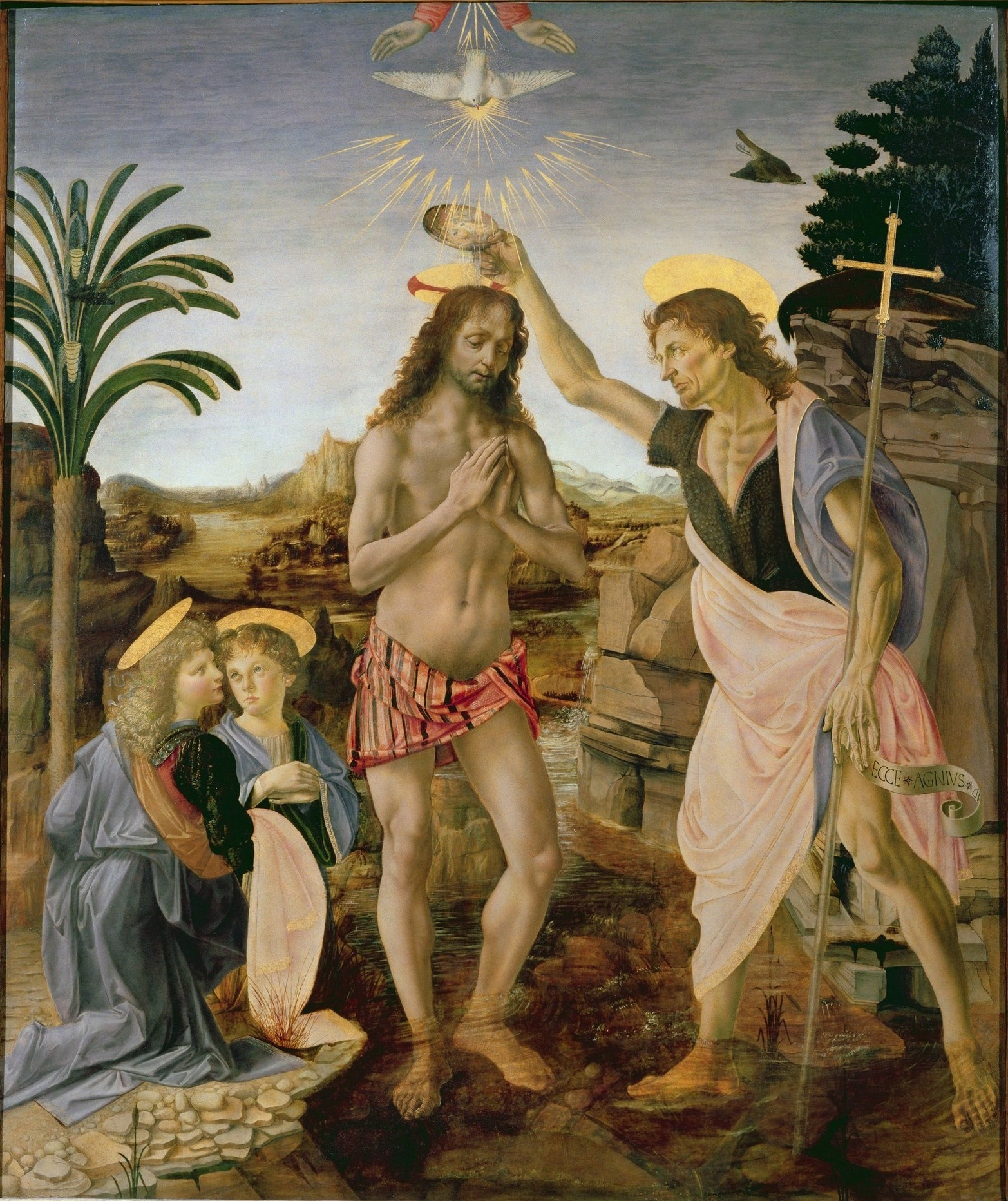
耶稣受洗（1472–1475）—烏菲茲美術館，由韦罗基奥和达·芬奇共同作画

### 職業生涯
目前已知最早有日期记录的達文西作品是1473年8月5日以阿爾諾河谷的筆及墨水繪成的畫作。在1476年至1478年間達文西接受了兩件畫約，由此臆斷當時他有一間自己的工作室。
大約在1482年至1498年間，米蘭公爵卢多维科·斯福尔扎聘雇達文西並允許他和學徒開設工作室。這個位置就是1495年米蘭公爵企圖拯救米蘭避免被法國查理八世統治，將70噸青銅鑄造成武器的地方，而這些材料原本是達文西打算用來製作馬雕塑。
1498年，當法國回歸路易十二統治時，米蘭不戰而降，斯福尔扎家族因此被推翻了。達文西仍在米蘭待了一段時間，直到有一天清晨，他發現駿馬的實物大小黏土模型被法國弓箭手拿來當作標靶練習。達文西與他的挚友兼助手薩萊以及第一個描述复式簿记的朋友盧卡·帕西奧利離開米蘭來到曼托瓦，兩個月後到達威尼斯。在威尼斯，達文西被聘為軍事工程師。隨後於1500年4月終回到佛羅倫斯。
在佛羅倫斯，達文西進入教宗亞歷山大六世之子切萨雷·波吉亚的部門，擔任軍事建築暨工程師，並隨切萨雷·波吉亚遊遍意大利。1506年，達文西回到米蘭，那時繼瑞士傭兵被驅逐出法國後，马西米利亚诺·斯福尔扎在米蘭复辟。
在1513年至1516年間，達文西住在羅馬，當時著名的畫家像拉斐尔及米開朗基羅在羅馬很活躍，不過達文西並沒與這些藝術家經常接觸。然而在可能違背藝術家的想法下，他卻是將米開朗基羅的傑作「大衛像」重新安置在佛羅倫萨的關鍵人物。
達文西人生最後的三年，受法蘭索瓦一世的邀請，移居到法國的昂布瓦斯。法蘭索瓦一世贈予達文西克洛吕塞城堡作為居所，達文西则為香波爾城堡設計了螺旋雙梯。
1519年達文西病逝，葬於昂布瓦斯城堡的聖于貝爾小教堂。

### 科學與工程
文藝復興人文主義在科學與藝術之間並無相互排斥的極端現象。達文西鑽研科學、工程領域就像他的藝術作品般令人難忘與突出。手稿中約13,000頁的筆記與繪畫全是混合藝術與科學所組成的紀錄。這些紀錄是達文西在歐陸行程中透過觀察週遭並不斷的創作而來。左撇子的他終其一生均以鏡像寫字。對左利手作者來說，將羽毛筆由右向左拉過來寫比由左向右推過去寫容易，而且不會將剛寫好的字弄糊。因此，他的日記都是鏡像字。
在科學上，達文西是一個鉅細靡遺的觀察家，能以極精細的描述手法表示一個現象，但卻不是透過理論與實驗來驗證。因為缺乏拉丁文與數學的正式教育，同時期的學者大多未注意到在科學領域中的達文西。而達文西則靠自學懂得拉丁文。也曾有人說達文西打算發表一系列包含各種主題的論文，但終未實現。

#### 解剖學

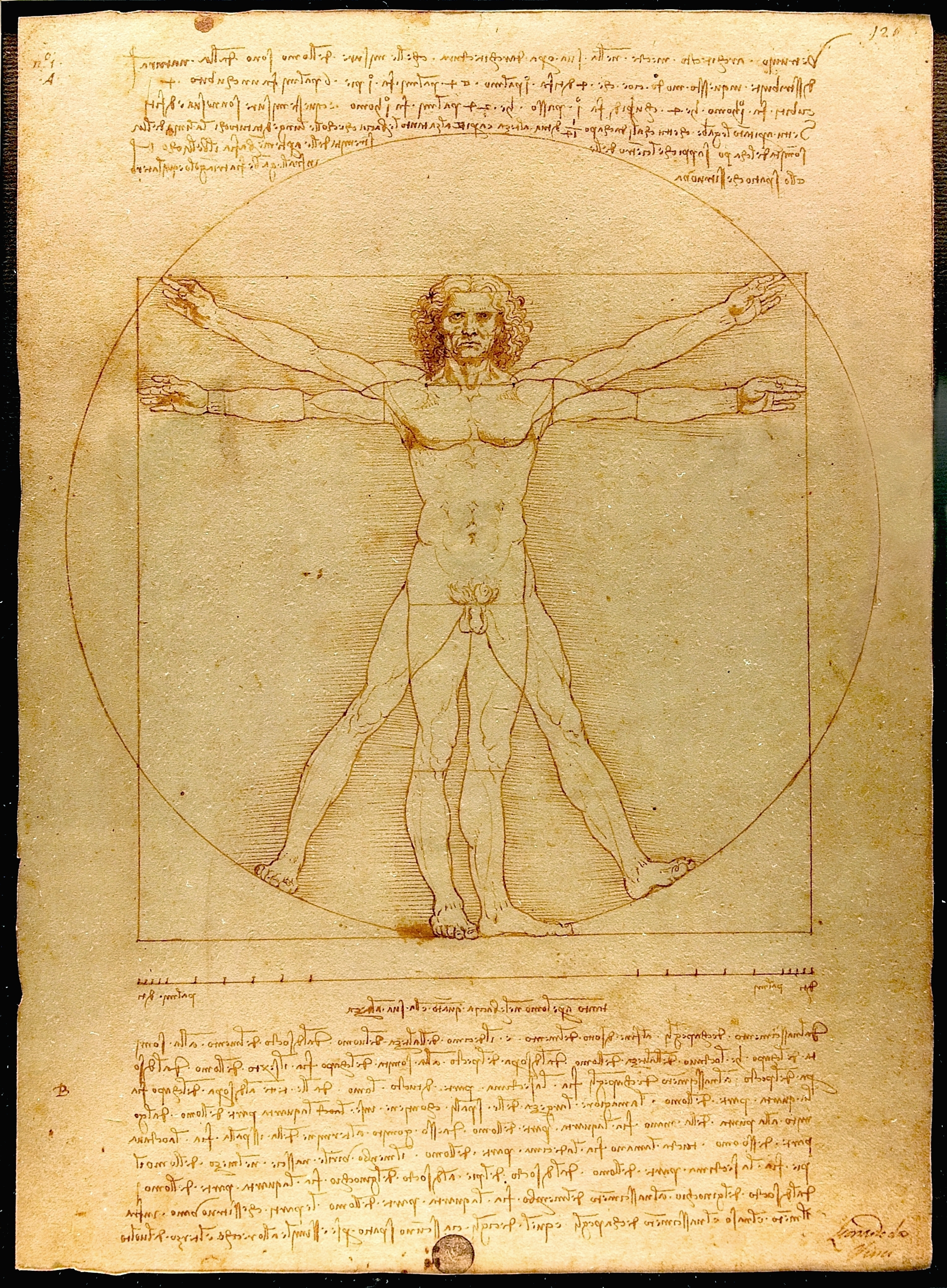
達文西關於人體比例的作品──《维特鲁威人》。

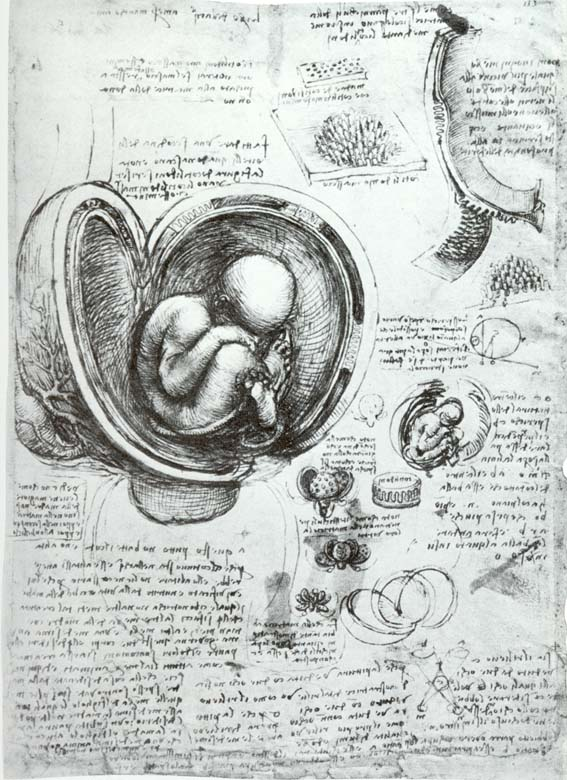
達文西的《胚胎研究》（約在1510年）

達文西在師從安德烈·德尔·韦罗基奥時開始認識人體解剖學。當時韋羅基奧堅持要所有門徒學習解剖學。當達文西成為成功的藝術家時，得到於佛羅倫斯新聖瑪麗亞醫院（Ospedale Santa Maria Nuova）解剖人體的許可。之後他在米蘭馬焦雷醫院（Ospedale Maggiore）以及羅馬聖靈醫院（Ospedale Santo Spirito；第一個意大利本土醫院）作業。1510至1511年，則與托雷醫生（Marcantonio della Torre；1481年—1511年）共同工作。30年內，達文西共解剖了30具不同性別年齡的人體。當與托雷醫生共同工作時，達文西準備出版解剖學理作品並製繪了超過200篇畫作。然而，他的書直到1680年（辭世161年）才以《繪畫論》為名出版。除了人體外，達文西也解剖了牛、禽鳥、猴、熊、蛙以作為解剖結構比較。
達文西畫了許多人体骨骼的圖形，同時他也第一個具體描繪脊骨雙S型態的人。他也研究骨盆和骶骨的傾斜度，以及強調骶骨不僅非單一形態，而且是5個椎骨組成。達文西也能卓越地表現人類顱骨的形態以及腦部不同的交叉截面圖，如橫斷面、縱切面、正切面。他畫了許多圖，内容包括肺臟、腸繫膜、泌尿道、性器官甚至性交。他是第一個畫出子宮中胎兒（他希望瞭解「生育奇蹟」）同時也是第一個畫出腹腔中闌尾的人。此外達文西經常描繪頸部和肩膀的肌肉和肌腱。2005年，達文西的畫作激發一位英國心臟外科醫師領先發展一個修補受損心臟的新方法。
他可說是局部解剖圖宗師，不僅在研究人體解剖學方面表現傑出，而且在涉獵其他動物解剖時一樣表現出色。達文西不只關心身體結構，也關心生理功能，這使得他變成解剖學家和生理學家。他積極尋找外觀有明顯生理缺陷的人作為模特兒以便畫成滑稽的畫作来突顯生理功能的意義。達文西还可以同時一手作畫一手寫字。
基於人體解剖學研究也使得達文西設計出史上第一個機器人。這個被稱作達文西機械人的設計可能是在1495年完成，这一草稿直到1950年代才被發現。目前不知這個設計是否要作成實體。
一般均認為達文西對人體構造的瞭解可以說對他在繪畫方面有相當大助益。

#### 發明及工程學
由於著迷飛行現象，達文西做了鳥類飛行的詳細研究，同時策劃了數部飛行機器，包括了以4個人力運作的直昇機（但因機體本身亦會旋轉故無法作用）以及輕型滑翔翼。1496年1月3日，他曾測試了一部自製飛行機器但以失敗告终。
1502年，達文西曾為伊斯坦堡鄂圖曼蘇丹巴耶塞特二世的土木工程專案製作單一跨距達240公尺（720英尺）的橋樑草圖。這個設計打算讓橋樑跨越博斯普魯斯海峽口的金角湾。但因巴耶塞特二世認為無法建設而未施行。2001年，奠基於達文西的設計，韦比约恩·桑德达·芬奇项目讓此橋以小橋的形式在挪威付諸實行。而在2006年5月17日，土耳其政府決定在實地建設達文西橋跨越金角湾讓該橋終究成形。
1490年，達文西將無段連續自動變速箱概念繪製成草圖。今日，達文西的變速概念以現代化形式實際使用在汽車上。此外，無段連續自動變速箱也已經在拖拉机、雪上摩托車、速克達機車等使用了許多年。
由於達文西曾任軍事工程師，筆記中也包含了數種軍事機械的設計：機關槍、人力或以馬拉動的武裝坦克車、子母彈、軍用降落傘、含呼吸軟管以豬皮製成的潛水裝等等。不過，後來他卻認為戰爭是人類最糟的活動。其他的發明包括了潛水艇、被詮譯為第一個機械計算機的齒輪裝置，以及被誤解為發條車的第一部可程序化行動機器人。此外，達文西在梵蒂岡那些年裡，曾計畫應用太陽能而使用凹面鏡來煮水。儘管達文西大多數的發明在他的生平並未實現，但在IBM贊助下，實作了許多模型在昂布瓦斯的克洛吕塞城堡達文西博物館展示。

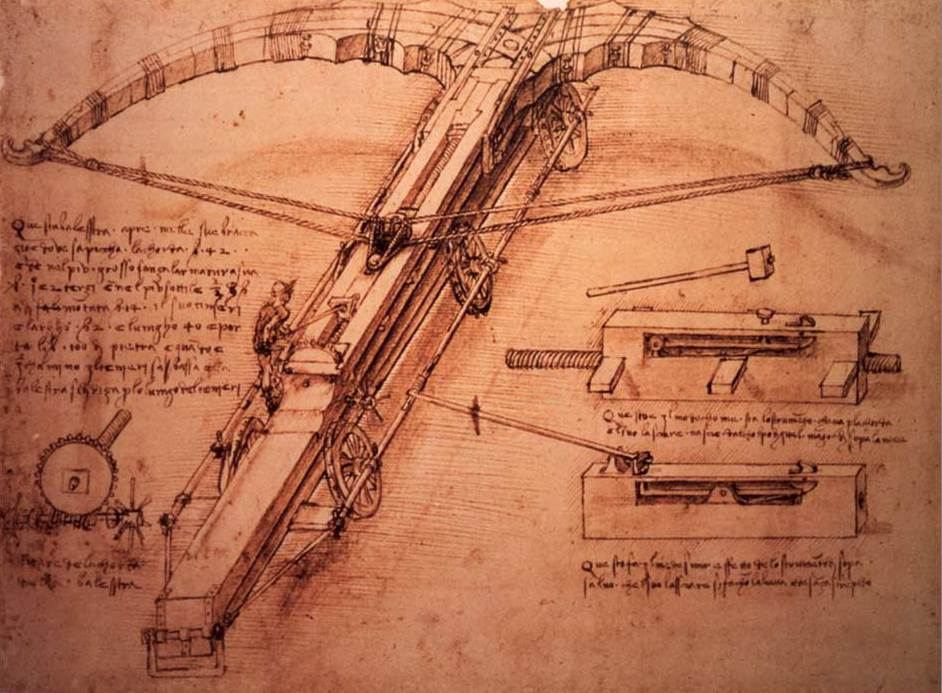
達文西繪製的超巨型弩
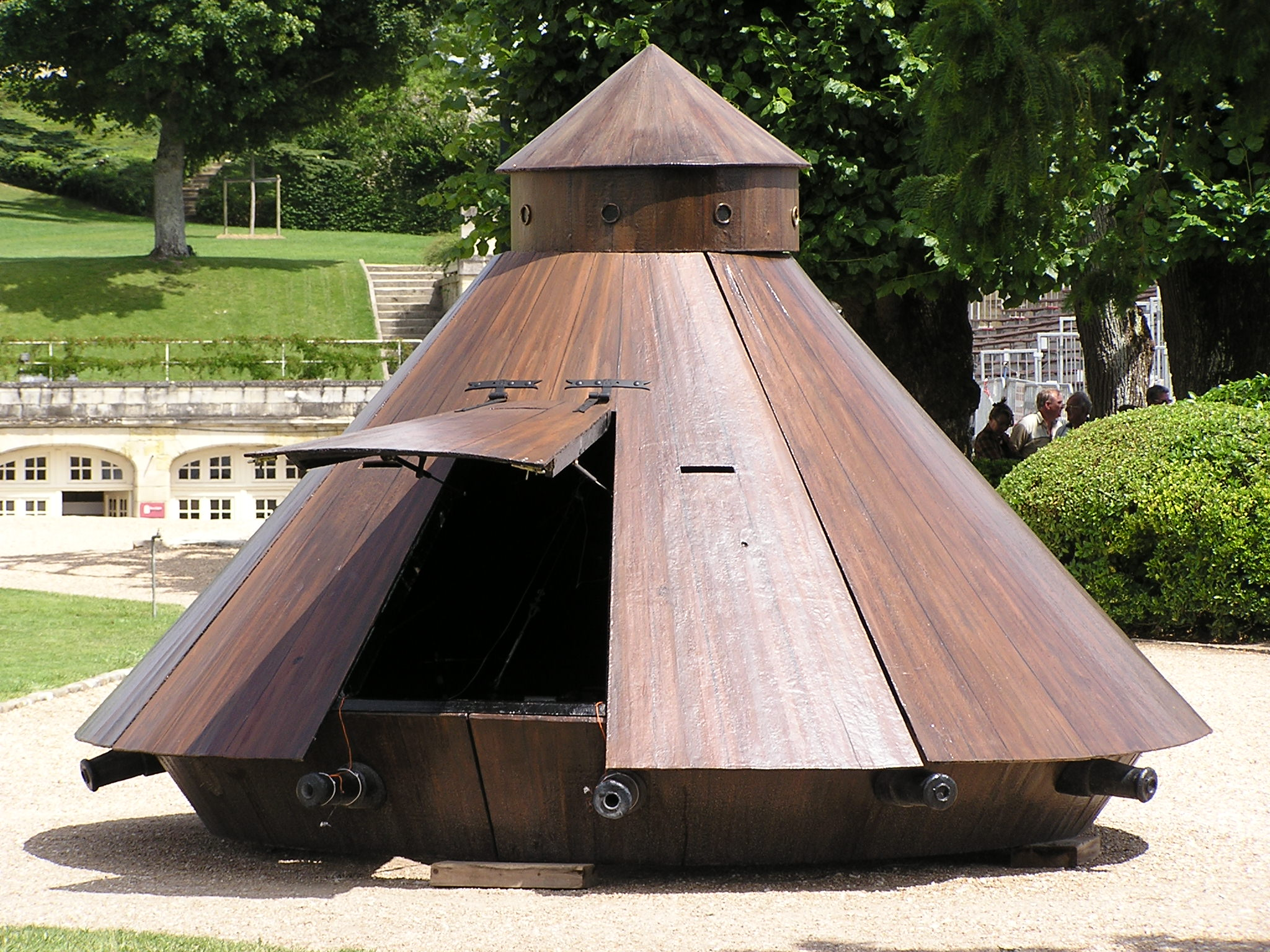
達文西在昂布瓦斯城堡設計出武裝坦克車
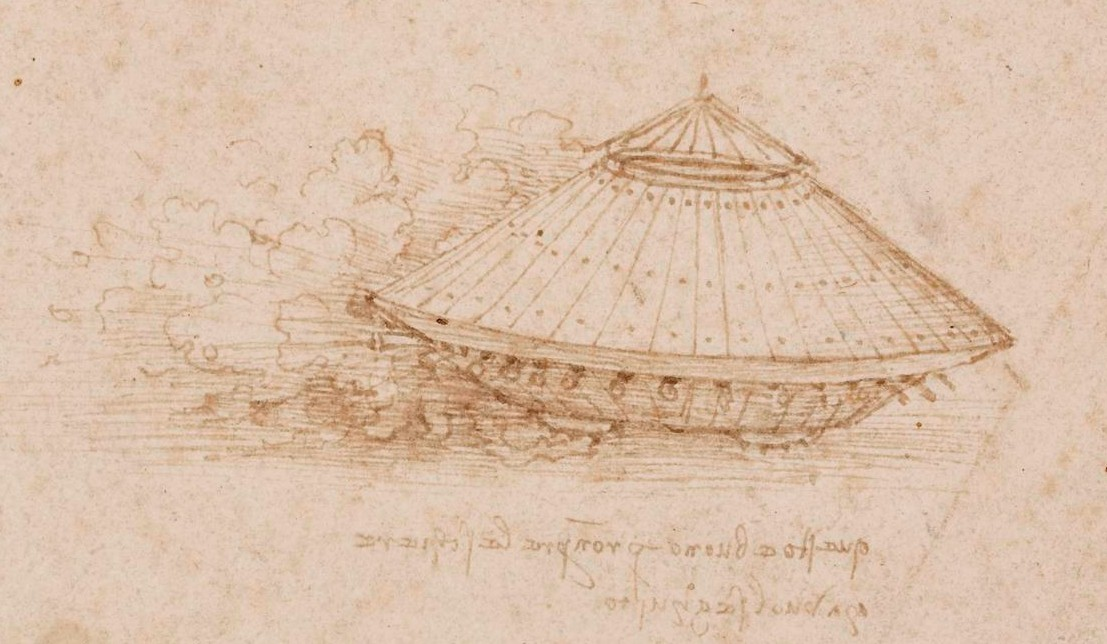
達文西手稿中的坦克
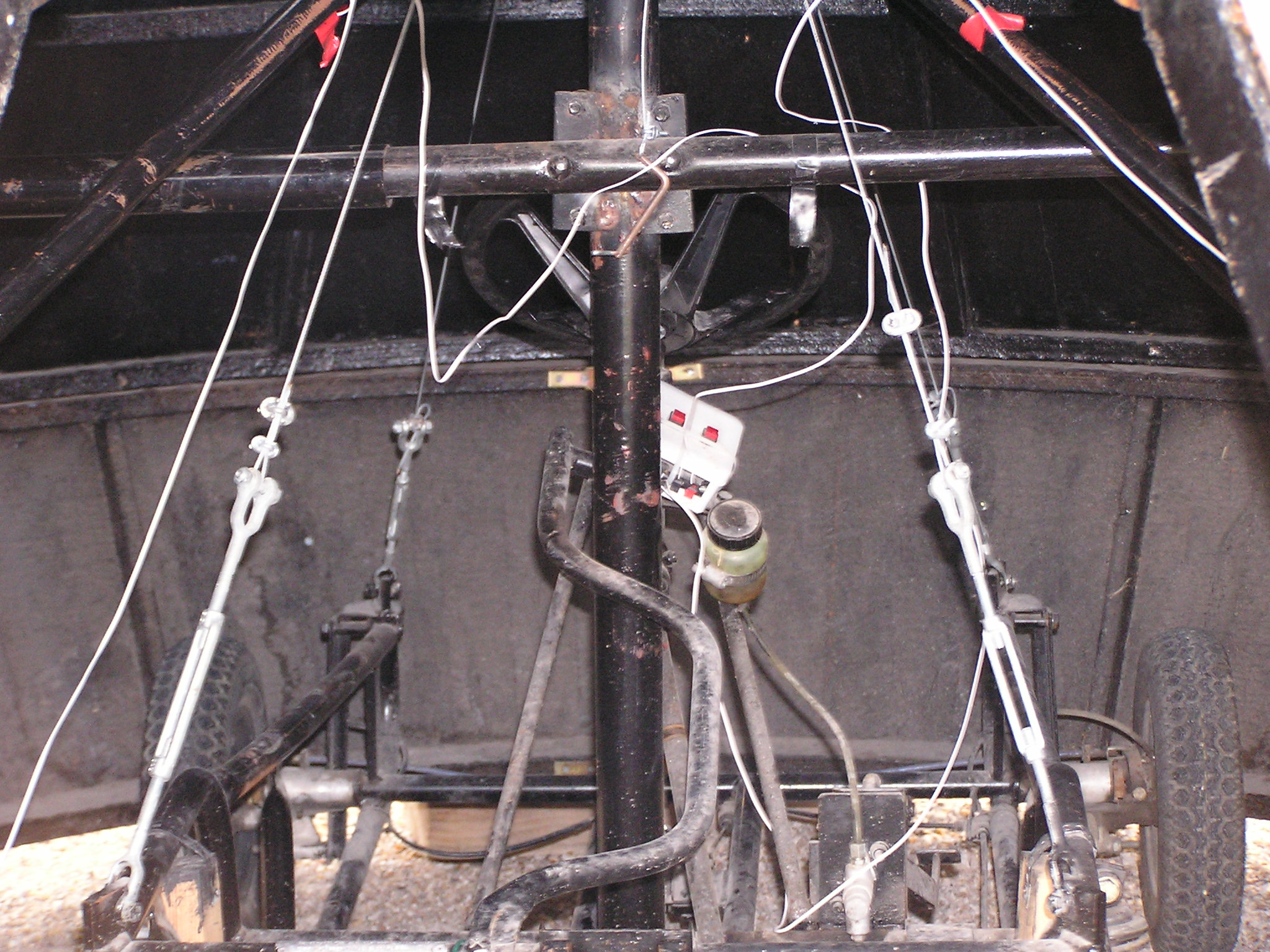
達文西的武裝坦克車內部
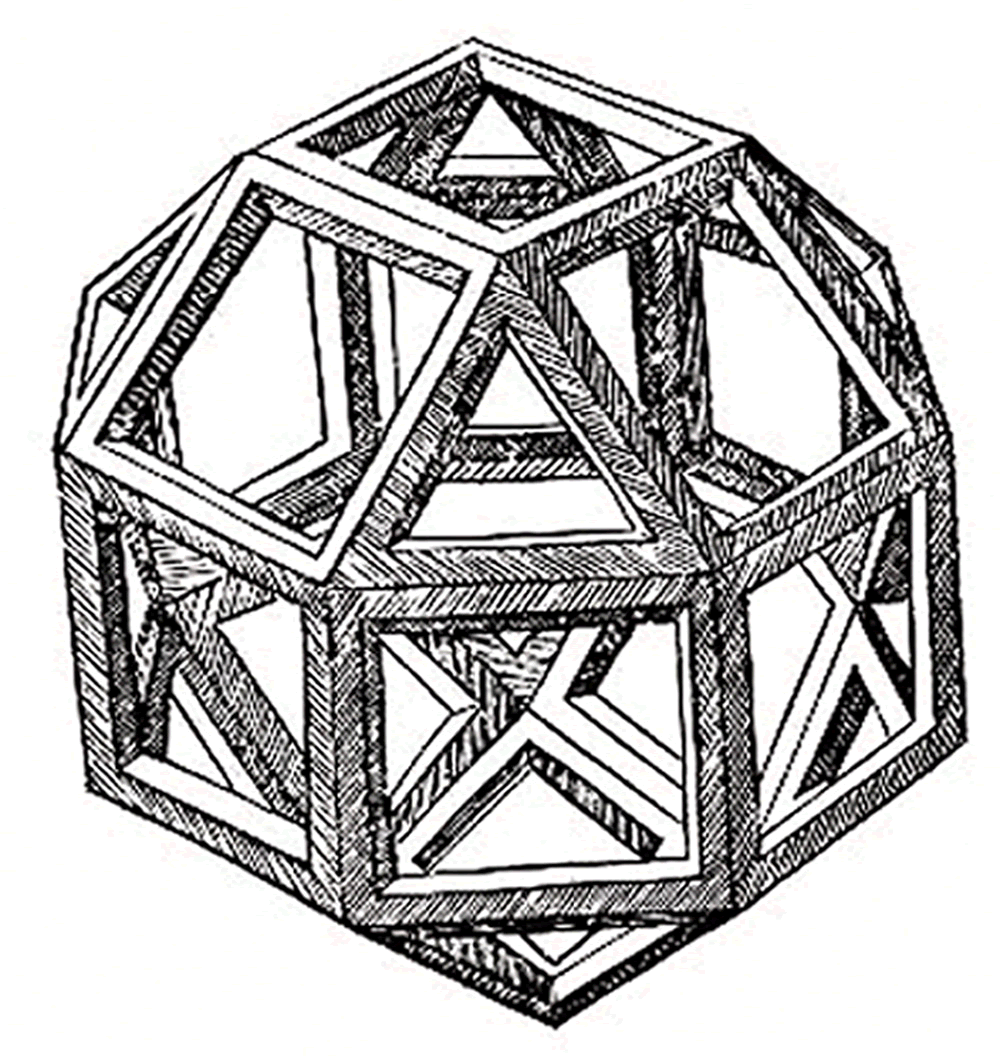
達文西所繪的菱方八面體（rhombicuboctahedron），1509年出現在盧卡·帕西奧利的《神聖比例》（Divina Proportione）中

#### 手稿
达·芬奇生前留下大批未经整理的用左手反写的手稿，难于解读。只有到17世纪中叶，才有学者整理出小部分达文西手稿。达文西的主要手稿丢失了二百多年，直到1817年才重见天日。
达·芬奇手稿分几大类：
- 《绘画论》1817年从乌尔宾诺图书馆发现经达·芬奇弟子弗朗切斯科·梅尔齐（英语：Francesco Melzi）整理的绘画论手稿
- 论雕刻
- 论建筑：包括教堂草图、拱型结构分析
- 论生理：论人的生死、记忆、智力和欲望
- 论解剖学
- 论动物学
- 论天文：论地球、太阳和行星
- 论地理：论地下水，地质学，意大利运河，法国的道路，论开矿
- 论哲学
- 小故事
- 书信

達文西終其一生每天都做筆記，並以個人獨特的鏡像反寫字書寫。儘管大多數人認為達文西是為了保守秘密，但比較合理的看法則是鏡像反寫才合乎左撇子書寫的天性。達文西記錄了他的素描、發明、建築設計、力學元素、繪畫構想、人體解剖、物品清單甚至向他借錢的人。這些不同形式大小的手稿原先在他辭世後散布在朋友手中，現在主要收藏在羅浮宮、西班牙國家圖書館、米蘭的盎博羅削圖書館以及倫敦的维多利亚和阿尔伯特博物馆及大英圖書館。大英博物館將達文西的手稿（位於BL Arundel MS 263）精選上網，放在「Turning the Pages」的分頁中。達文西手中主要的科學紀錄──萊斯特手稿則為比爾·蓋茨所擁有，目前每年在全世界不同的城市展覽。
對那些認為達文西想要將他的觀察普及為大眾知識的人來說，為何達文西不出版或以不同的方式散佈手稿內容，至今仍是一個謎。科技歷史學家劉易斯·芒福德認為達文西將手稿有如個人遊記般保存，那么想将这些成果用于不當之处的人将無所查閱（如坦克車）。直到19世紀，這些手稿都一直處於隱匿狀態，但对那時的科技發展而言，已無直接助益。2005年1月，研究人員發現所謂的達文西秘密實驗室，這個實驗室用來作飛行及其他先進科技研究，發現的位置在佛羅倫斯市中心的古羅馬佛罗伦萨圣母领报大殿隔壁修道院的一間事先封閉的房間。

### 個人

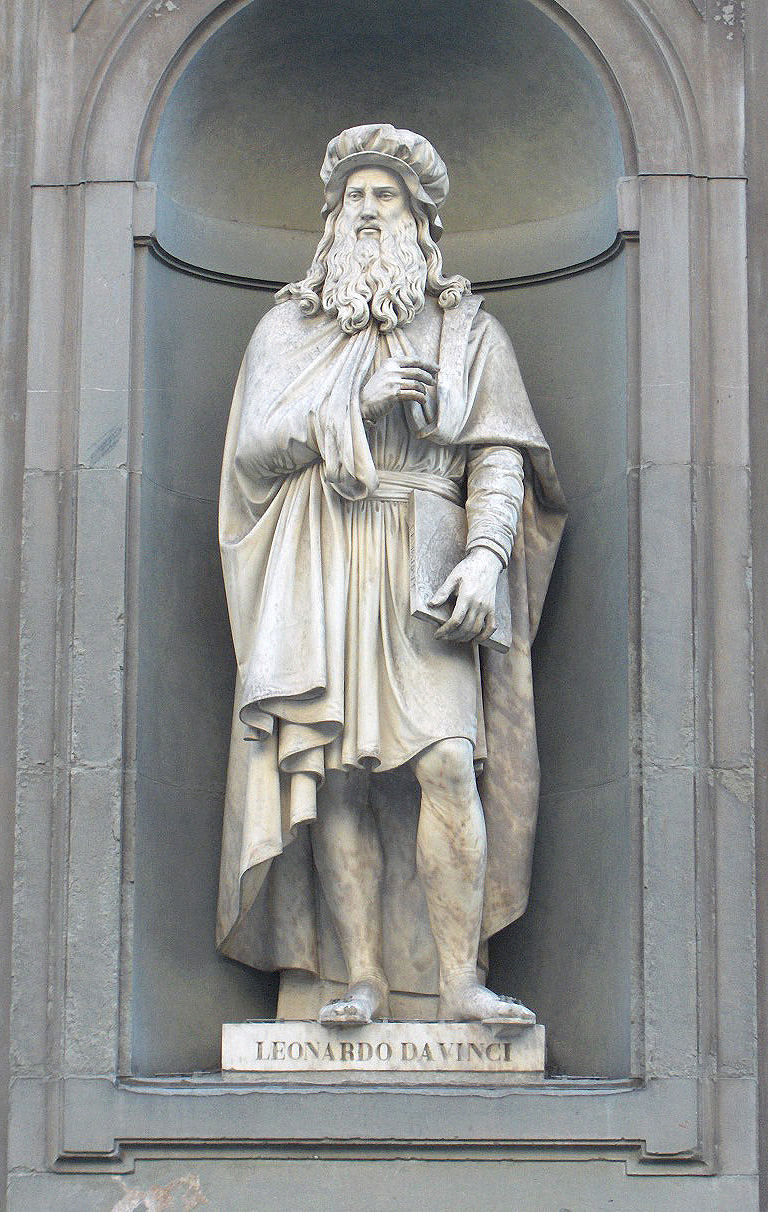
義大利佛羅倫斯烏菲茲美術館外的達文西雕像

蒙娜麗莎

達文西私下始終保持秘密，並宣稱其厭惡肉體關係，他曾說：「與生兒育女有關的任何事令人厭惡，人若沒有美好面孔以及美感質素將會早亡。」根據後來佛洛依德分析藝術家時的解釋，達文西是性冷感者。

#### 性取向
1476年，達文西還在韦罗基奥門下時，被匿名指控與一名叫作雅各布·萨尔塔雷利的17歲模特兒違反性悖軌法，而這名模特兒還是當時已知有越軌性行為的案例。經過2個月的調查後宣告無罪，雖然表面上看來沒有任何目擊證人出庭，但是也有人宣稱那是由於達文西父親受人敬重的社會地位所致。在那之後，達文西和關係人等一直在佛羅倫斯值夜官的監視下度日。值夜官是一個文藝復興時期的執法機關，負責取证雞姦等非法行為，這些案件都保留在當時行政官和值夜官的法律文獻中。
直到16世紀，達文西和其學徒的少年愛（pederasty）關係都一直是人們討論的主題。在《夢之書》（Il Libro dei Sogni）中有一段關於《斷袖之戀》（l'amore masculino）的虛構對話，由同一時代的藝術評論家兼理論家吉安·保罗·洛马佐所寫，書中出現的虛構主角達文西說：「可知男性之愛僅是道德的產物，一起以不同的友情加入男人中，就從幼年進入男人的愛中，如同更多健壯的朋友一樣。」在這段對話中，對談者向達文西打聽他與助手薩萊（il Salaino）的關係，「你在那個佛羅倫斯之愛玩背後遊戲嗎？」虛構主角達文西回答：「可真多次呀！在我心裡他可是一個漂亮年輕人，尤其他才15歲。」

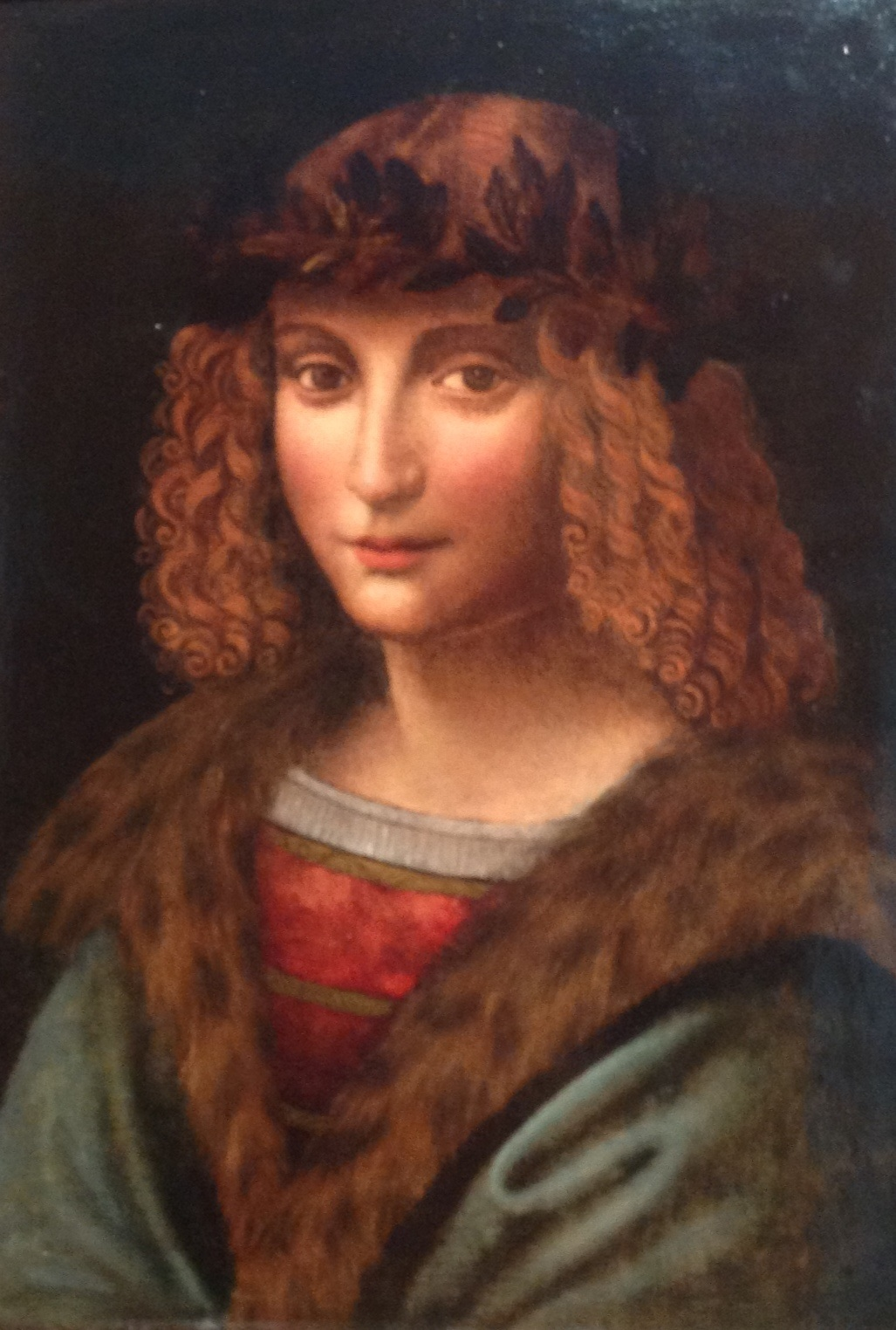
達文西的僕人兼助手──薩萊。畫者佚名（1495）

吉安·贾科莫·卡普罗蒂·达奥雷诺綽號萨萊（Salai）或伊爾萨萊諾（il Salaino），被乔尔乔·瓦萨里描述為一位「達文西所陶醉的細卷髮優美青年」。1490年，10歲的薩萊方進入達文西家。但是他们關係並不好，因为在一年後達文西為薩萊作了一個行為不端紀錄，說他是「小偷、騙子、頑固且貪吃」。记录中说「小惡魔」薩萊至少有5次偷走金錢及值錢的東西，並將錢花在服飾及24雙鞋中。然而過了30年，薩萊仍舊是達文西的同伴、僕人兼助手。在兩人相識的初幾年於達文西的筆記中也发现有卷髮俊男圖。

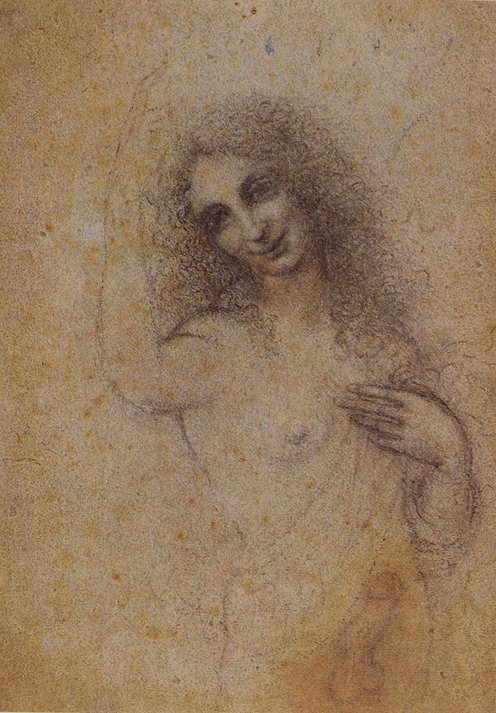
化身天使

在維多利亞女皇的收藏中，有一件1518年所作的情色畫作《化身天使》（Angelo Incarnato），後面也有薩萊的名字。達文西依據薩萊的外觀所繪的主要作品《施洗者聖約翰》看起來有趣詼諧且袒胸露肩，評論家如馬丁·肯普及詹姆斯·萨斯洛（James Saslow）批評该画灌輸同性戀思想。在《大西洋古抄本》（Atlantic Codex）書背所發現的情色作品描述薩萊兩腿背後有陰莖隊伍行軍。達文西的畫作也包括男女交媾圖，但是在他死後被一位神父發現並且破壞掉。
1506年，達文西遇到一位伦巴第貴族的15歲兒子弗朗切斯科·梅尔齐。梅尔兹曾在信中提到對達文西的感覺，直陳是「深情且至熱的愛」。薩萊事實上也接受梅爾兹存在，而且他們3個還在意大利旅行。梅爾兹也變成達文西的學徒及同伴，甚至是達文西最偏愛的學生。
雖然薩萊稱之為達文西的「學徒」（pupil），他也声称達文西“教了他很多绘画方面的东西”，但和其他学徒相比，例如马尔科·多焦诺和乔瓦尼·安东尼奥·博尔特拉菲奥，通常认为他的作品藝術价值很少。1515年，薩萊曾以安德烈亞·薩萊（Andrea Salai）為名為麗莎·喬宮多（Lisa del Giocondo）畫裸體肖像，即画作《蒙娜·万娜》（Monna Vanna）。達文西也為焦孔多夫人繪了一幅肖像畫《蒙娜丽莎》，《蒙娜·瓦娜》与之比較相形失色。達文西去世后，他的画作便归學徒们和助手薩萊所有。其中達文西遗赠了薩萊《蒙娜麗莎》，在他的遗嘱里《蒙娜麗莎》被估为505意大利里拉，这对于此幅面积不大的肖像画来说是非常之高的估值。達文西在佛羅倫斯的日子還有許多在不同領域著名或者影響歷史的朋友。包括在1502年至1503年任職於切萨雷·波吉亚之下而結識席撒。在這時間，也認識尼古洛·馬基雅維利，後來變成好友。此外，也包括了弗兰基诺·加富里奥及伊莎貝拉·德·埃斯特，這兩位帶達文西來到曼托瓦，而達文西也為他們畫肖像。

#### 素食主義
從達文西的作品和早期傳記可以知道他是一位剛正不阿的人；也因尊重生命讓他成為一位素食者。尤其當他把向乳牛擠奶視為偷竊時，「全素」這個詞剛好適用於他。喬爾喬·瓦薩里記錄了達文西的一件逸事：當達文西還是青年時，經常在佛羅倫斯購買籠中鳥，然后将其釋放。他也是一位備受尊崇的審美鑑賞家，特別是露天舞臺創作。達文西應該是在青年時接受素食主義並終此一生。

#### 指紋
2006年12月，人類學家宣布已重建達文西左手食指指紋。達文西的母親是從君士坦丁堡來的奴隸，证据是鑑定出60%中东裔人口都有相同的指纹螺旋特徵。人類學家預期可以證實達文西日常生活作息的細節。但加利福尼亚大学欧文分校的犯罪学副教授Simon Cole对此反驳说：“你不能凭这些统计去预测一个种族，尤其是只看一根手指时。”

#### 睡眠
達文西睡眠是一种将人类习惯的单次睡眠过程分散成多个睡眠周期进行，以額外頻繁的打盹減少睡眠時間。

#### 宗教信仰
关于列奥纳多·达·芬奇宗教倾向的第一手资料并不多，但大多数历史学家都认为他是天主教徒。达·芬奇称上帝为一种至高无上的存在。达·芬奇可以被描述为一位精神形而上学家，他对柏拉图和亚里士多德等人的古希腊哲学感兴趣。
达·芬奇反对大洪水的神话故事（如挪亞的故事），他怀疑地球上是否有如此多的水蒸发掉。在一个早期的地理学例子中，他解释称“海洋贝壳化石在这样的洪水中会散落下来，而不是聚集在一起，事实上，这些化石在不同时期被留在了伦巴第的山上”。
达·芬奇也质疑异教神话，他称行星般大小的神在宇宙中只不过是光点。他还称它们为“凡人……在他们的坟墓中腐烂和腐败”。

## 评价

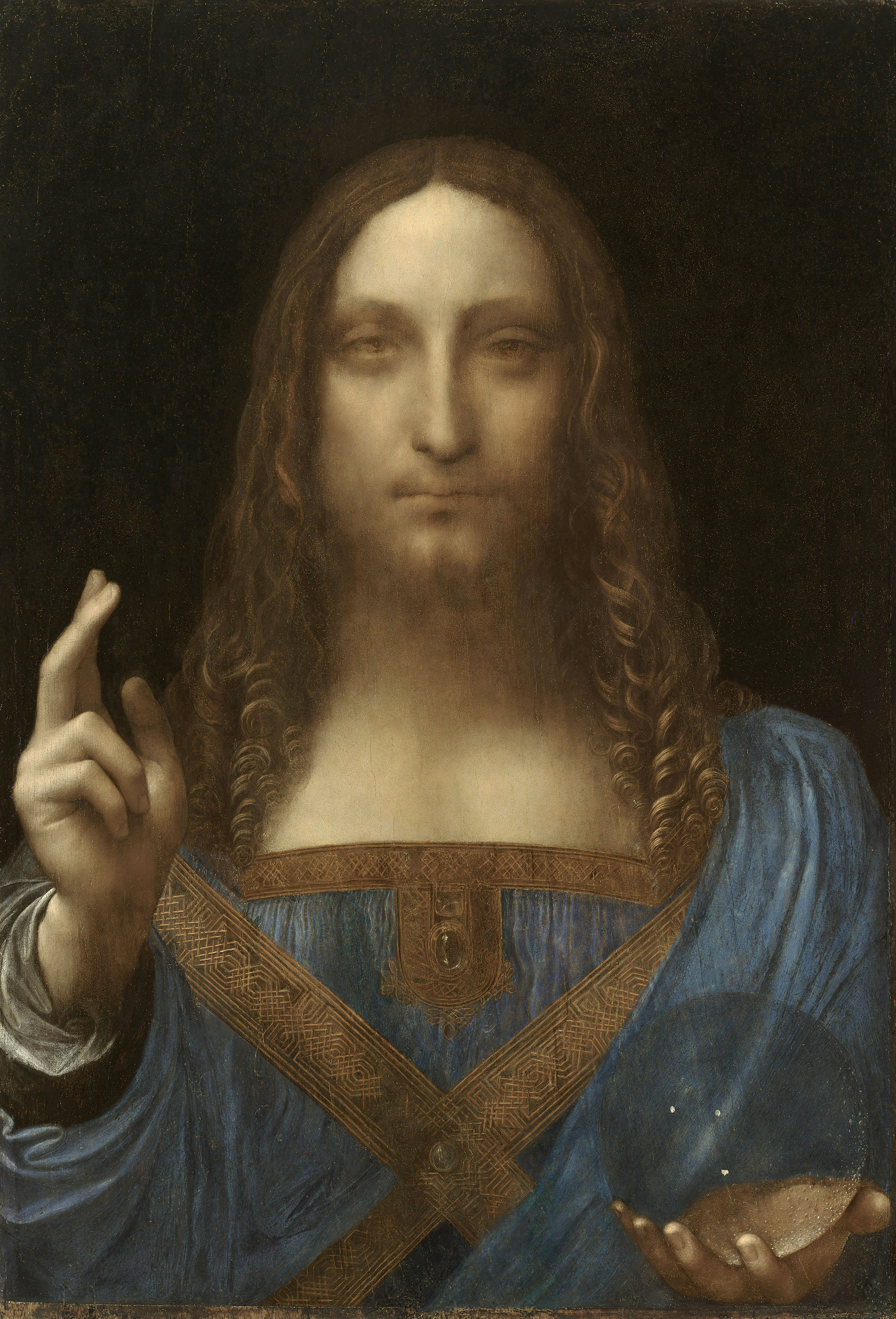
《救世主》（Salvator Mundi），2017年以4億5000萬美元售出，創下單一藝術品的最高拍賣價紀錄。

喬爾喬·瓦薩里（《達文西的一生》）：「……在那些典範中，於佛羅倫斯任官職的有為百姓前，唯有他不斷的展現該如何抬昇喬瓦尼（S.Giovanni）洗禮池，而能涉足其中不損壞之，並且在激烈的爭論中說服其他人這是可能的，雖然之後他又讓每個已恍然大悟的人知道其實再怎麼努力也不可能實現。」
教宗利奥十世：「這個人做不成任何事，因為他在事情還沒開始時就已經在想結尾了。」

## 代表性作品
- 《基督受洗》（Battesimo di Cristo；1472–1475）–意大利佛羅倫斯烏菲茲美術館（此畫來自韋羅基奧工作室，畫作的左側天使是達文西最早的遺世畫作）
- 《受胎告知》，作于1475年—1480年，现藏于意大利佛羅倫斯烏菲齊美術館
- 《吉內薇拉·班琪》（；c. 1475）–美國華盛頓国家美术馆
- 《柏諾瓦的聖母》（The Benois Madonna；1478–1480）–俄羅斯聖彼得堡埃尔米塔日博物馆
- 《聖母的康乃馨》（Madonna del Garofano；1478–1481）–德國慕尼黑老繪畫陳列館
- 《三博士来朝》（Adorazione dei Magi；1481）–意大利佛羅倫斯烏菲茲美術館
- 《岩间圣母》，作于1483年—1486年，现藏于法國巴黎羅浮宮
- 《抱銀鼠的女子》（Lady with an Ermine；1488–90）–波蘭克拉科夫恰尔托雷斯基博物馆
- 《音樂家肖像》（Portrait of a Musician；c. 1490）–意大利米蘭盎博羅削圖書館
- 《哺乳聖母》（Madonna Litta；1490–91）–俄羅斯聖彼得堡埃尔米塔日博物馆
- 《美麗的費隆妮葉夫人》（La belle Ferronière；1495–1498）–法國巴黎羅浮宮—是否由達文西所繪仍存有爭議
- 《最後的晚餐》，作于1498年，现藏于義大利米蘭恩寵聖母堂
- 《聖母子與聖安妮、施洗者聖約翰》（The Virgin and Child with St. Anne and St. John the Baptist；c. 1499–1500）–英國倫敦国家美术馆
- 《聖母像》（Madonna of the Yarnwinder；1501）
- 《蒙娜麗莎》，作于1503年—1505年／1507年，现藏于法國巴黎羅浮宮
- 《岩间圣母》，作于1508年，现藏于英国国家美术馆
- 《麗達與天鵝》（1508）-（僅複製畫留存）—最好的臨摹畫在意大利羅馬博爾蓋塞美術館
- 《圣母子与圣安妮》（；c. 1510）–法國巴黎羅浮宮
- 《施洗者聖約翰》，作于约1514年，现藏于法國巴黎羅浮宮
- 《巴克斯》（1515）–法國巴黎羅浮宮

### 圖集

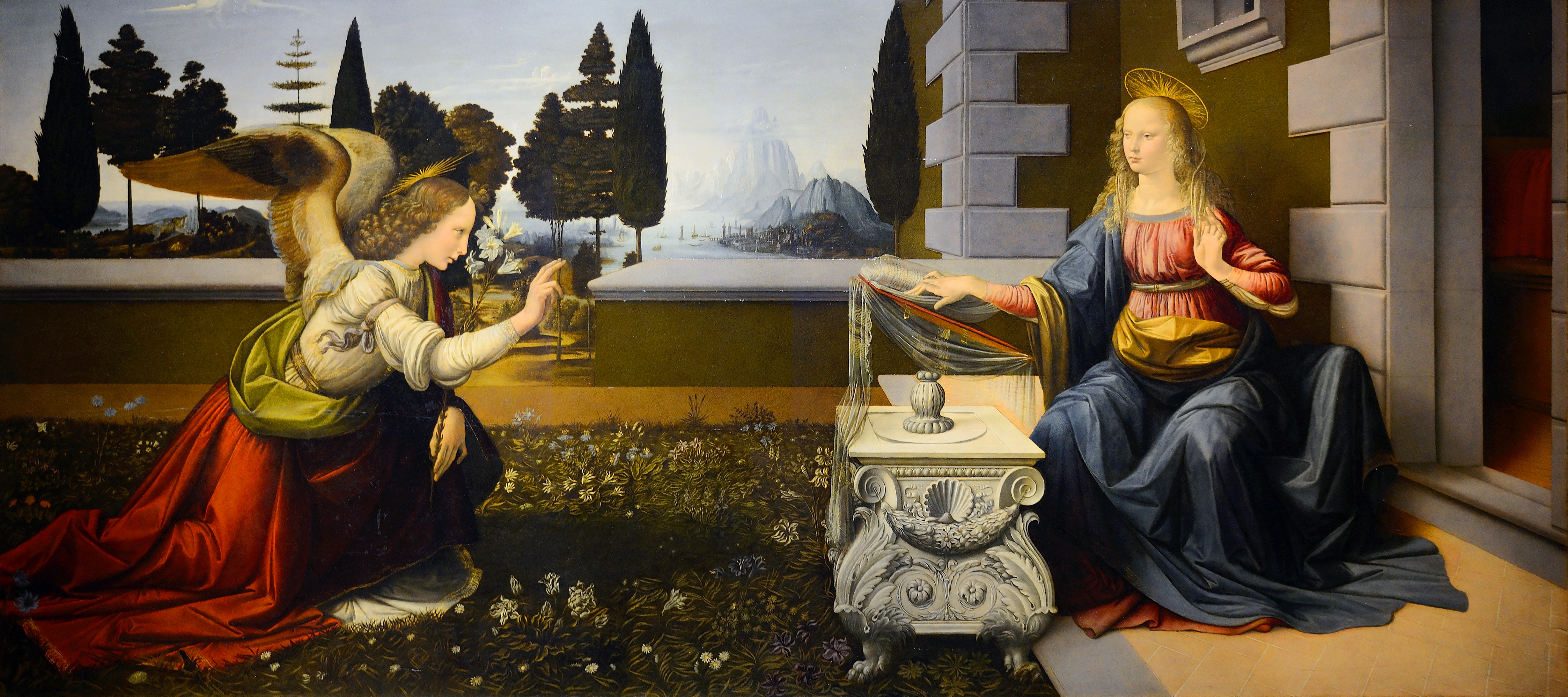
《圣母领报》（Annunciation），1472年–1475年，收藏於佛羅倫斯烏菲茲美術館
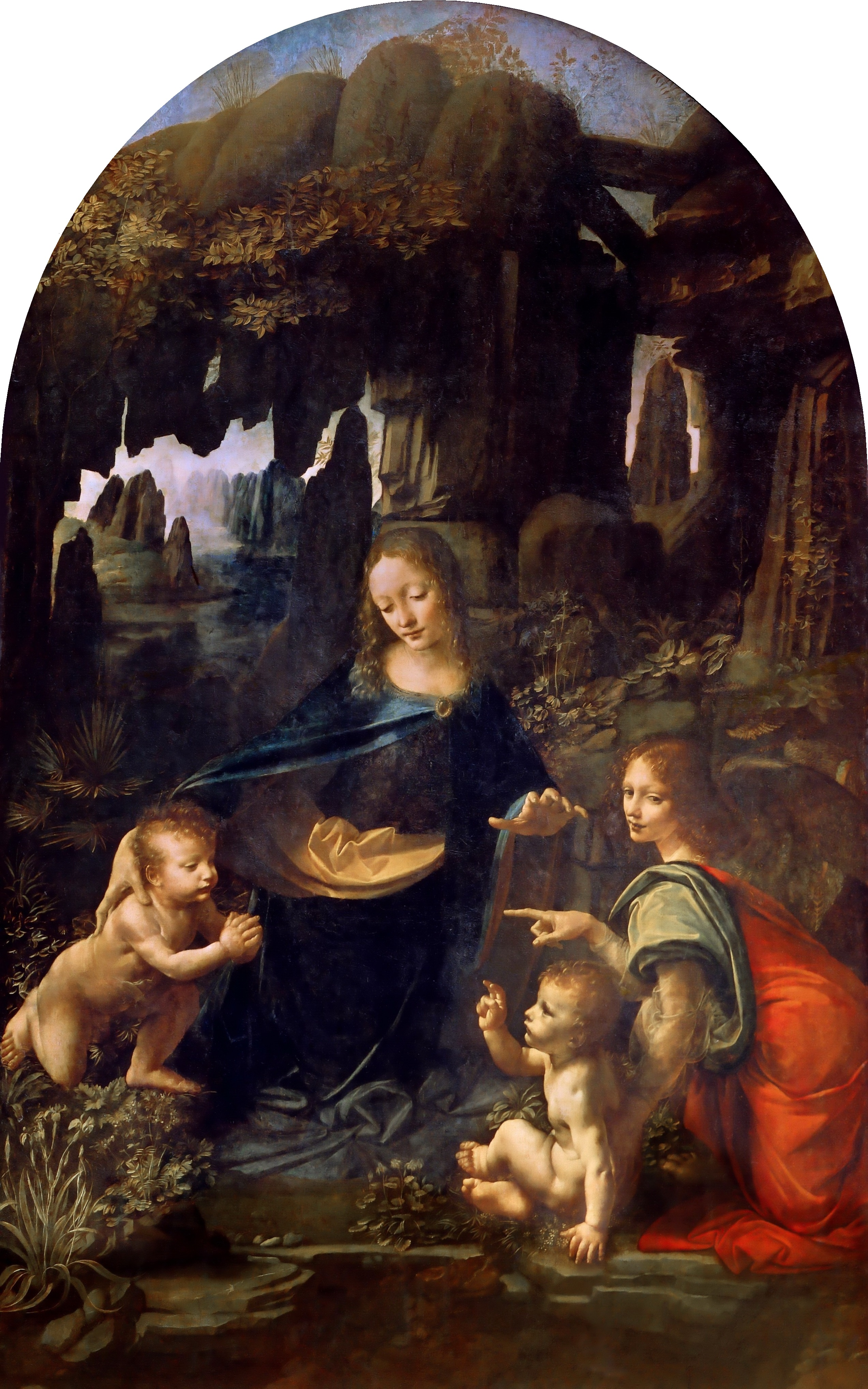
《岩间圣母》（Virgin of the Rocks），1483年–1486年，收藏於巴黎羅浮宮
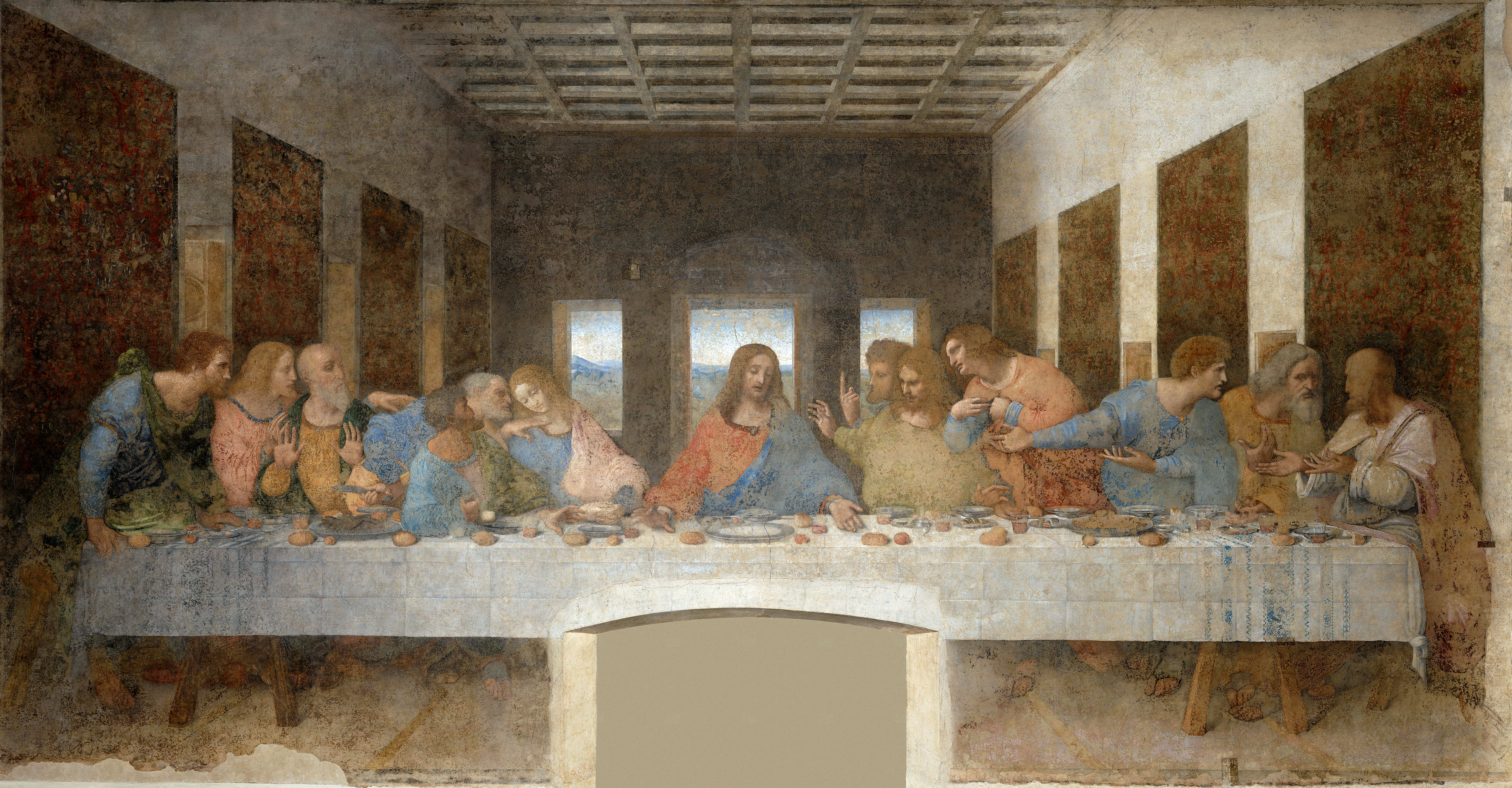
《最後的晚餐》（Last Supper），1498年，收藏於義大利米蘭恩寵聖母
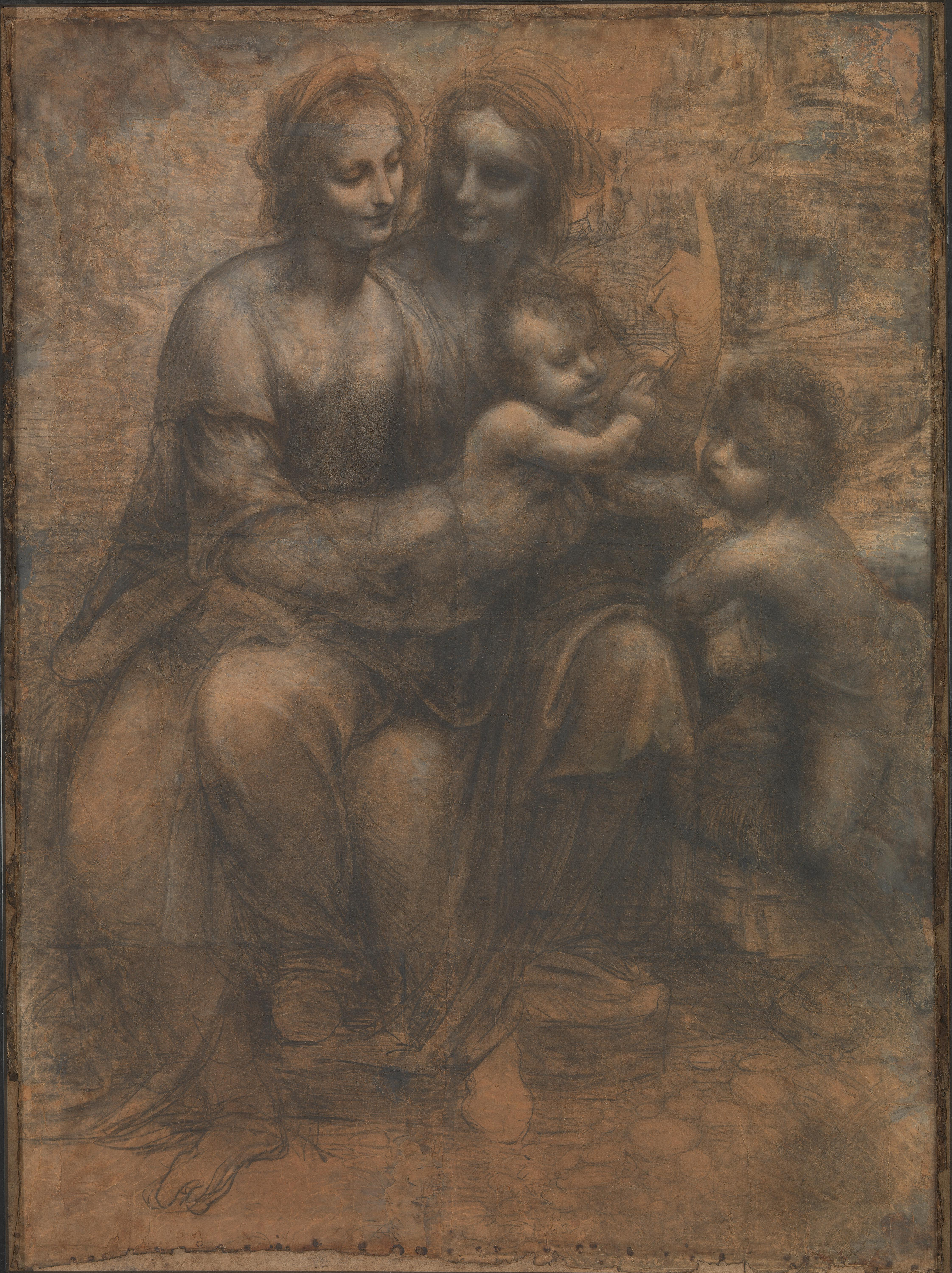
《聖母子與聖安妮、施洗者聖約翰》（The Virgin and Child with St Anne and St John the Baptist），1499年—1500年，收藏於英國國家美術館
《蒙娜麗莎》（The Mona Lisa (La Gioconda)），1503年—1507年，收藏於巴黎羅浮宮
《圣母子与圣安妮》（The Virgin and Child with St. Anne），1508年，收藏於巴黎羅浮宮
《施洗者聖約翰》（St. John the Baptist），1513年-1516年，收藏於巴黎羅浮宮
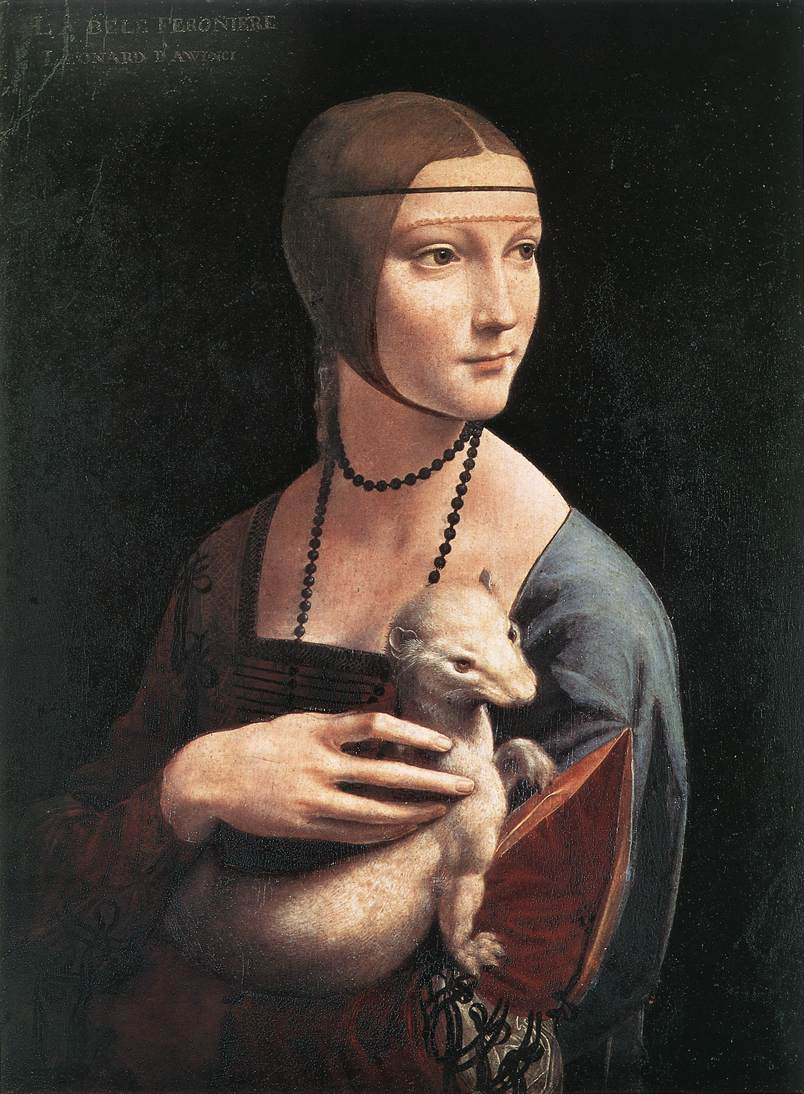
《抱銀鼠的女子》（Lady with an Ermine），1485年-1490年，收藏於波蘭克拉科恰爾托雷斯基博物館
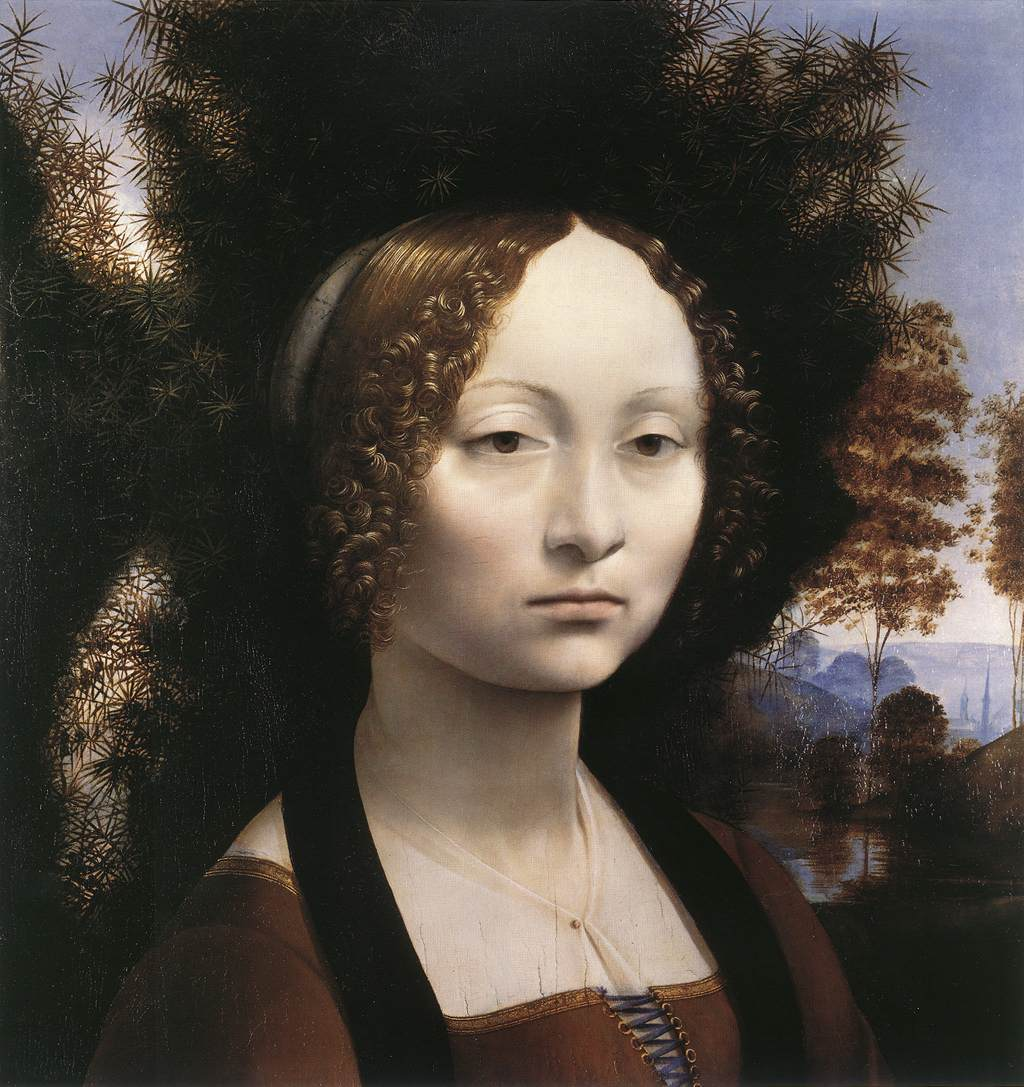
《女子肖像》（Ginevra de' Benci），1474年-1476年，收藏於美國華盛頓國家藝廊
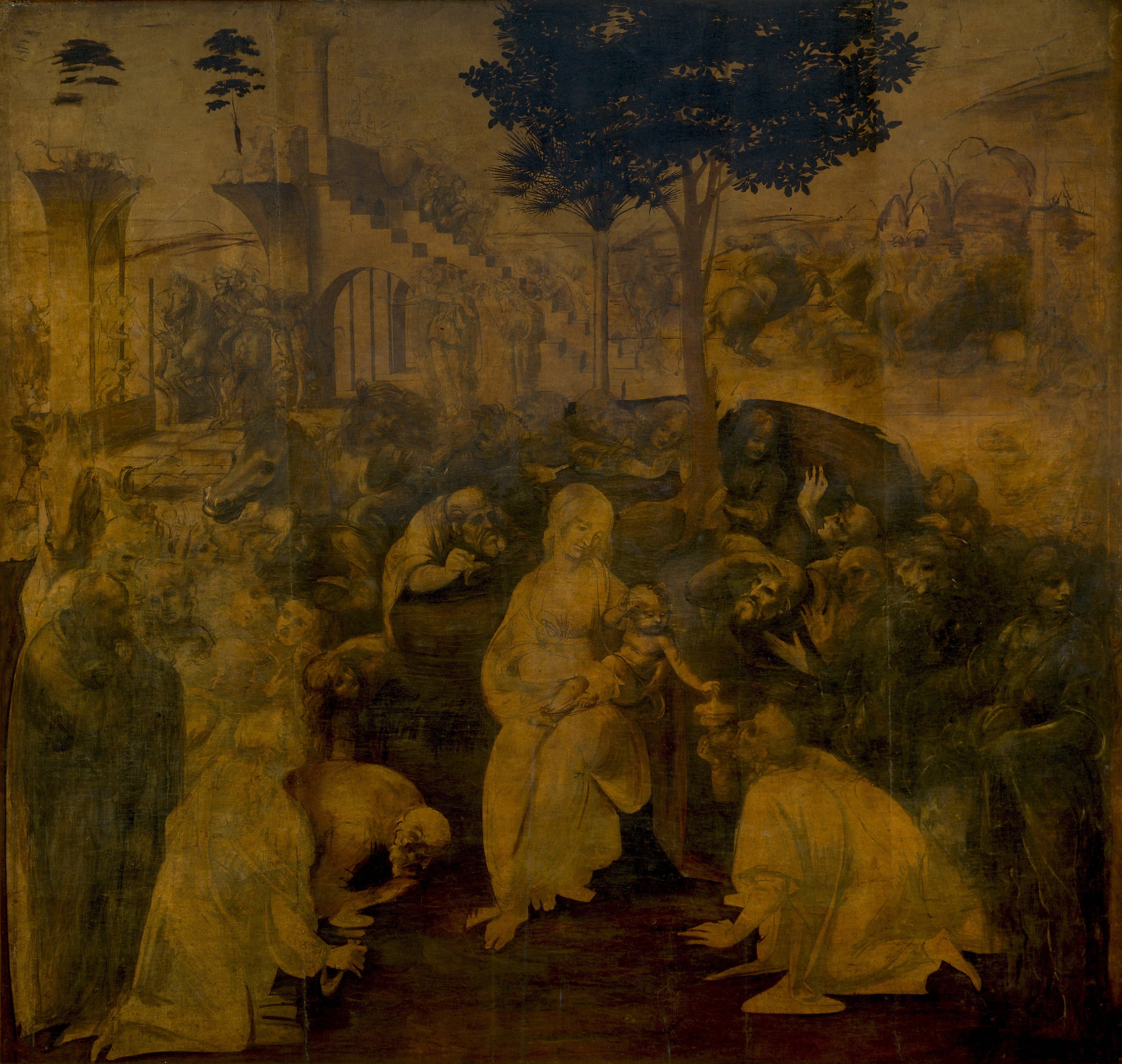
《三博士來朝》（Adoration of the Magi），1481年-1482年，收藏於義大利佛羅倫斯烏菲茲美術館
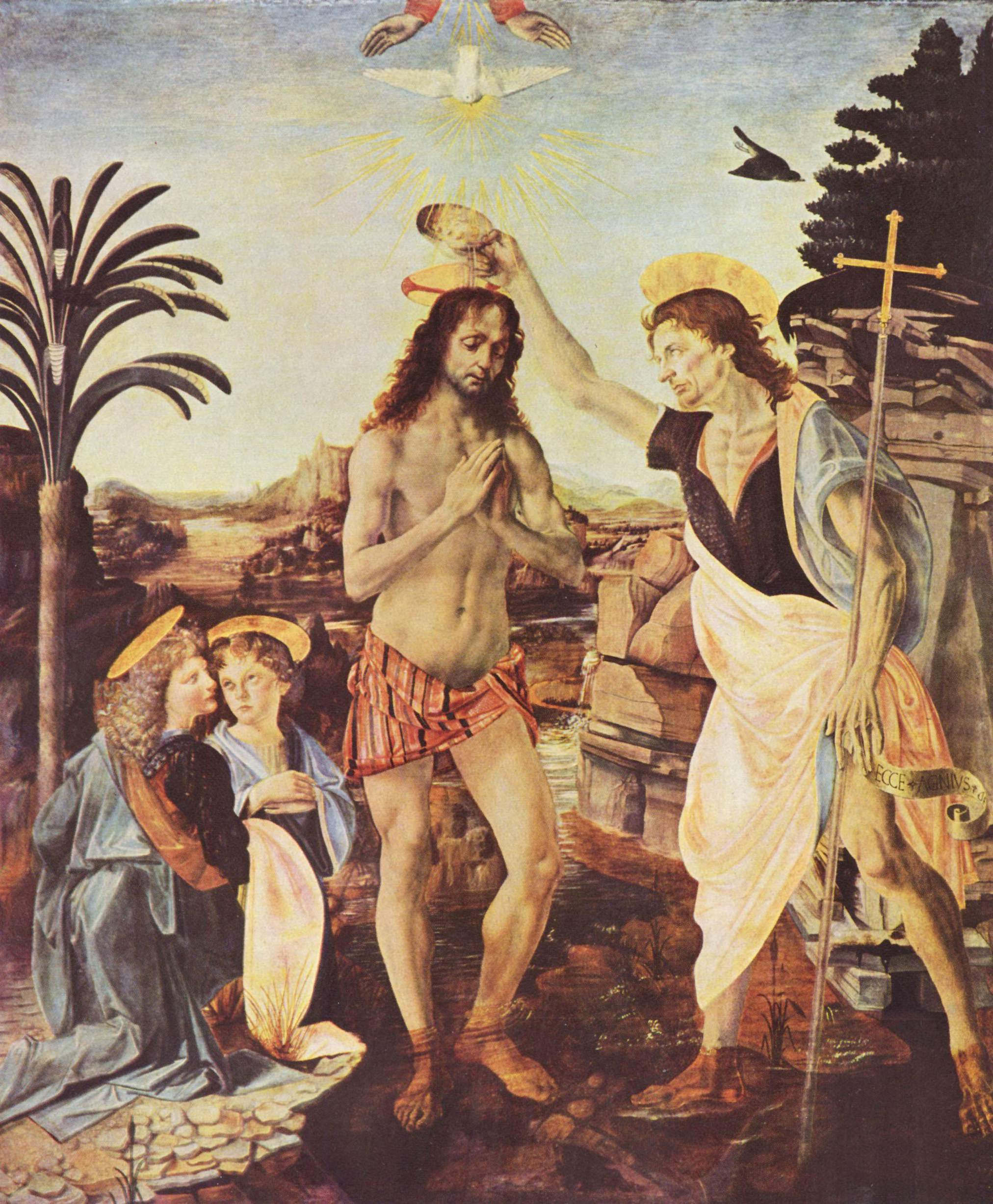
《基督受洗》（Battesimo di Cristo），1470年-1475年，收藏於義大利佛羅倫斯烏菲茲美術館

## 大眾文化
- 《達文西密碼》——美國作家丹·布朗的小說與改編電影
- 手機遊戲《Fate/Grand Order》——2015年以「Caster」職階、2019年以「Rider」職階登場，在遊戲中被描述為使用某種手段讓自己變成如蒙娜丽莎的女性外觀的男性，作為「Caster」職的寶具為「萬能之人」、「Rider」職則是「超越界限」。

### 引用
1. ↑  . Royal Collection Trust.   [26 September 2020]. （原始内容存档于23 November 2020）.
2. ↑  Zöllner 2019，第20頁.
3. 1 2 3  Gardner, Helen. . 1970: 450–456.
4. 1 2 3  Vasari, Boltraffio, Castiglione, "Anonimo" Gaddiano, Berensen, Taine, Fuseli, Rio, Bortolon.
5. ↑  Rosci, Marco. . 1977: 8.
6. ↑  John Lichfield, The Moving of the Mona Lisa （页面存档备份，存于）, The Independent, 2005-04-02（accessed 2012-03-09）
7. ↑  Vitruvian Man在以下继续多其他网站中被以"iconic"提及Vitruvian Man （页面存档备份，存于）, Fine Art Classics （页面存档备份，存于）, Key Images in the History of Science （页面存档备份，存于）; Curiosity and difference （页面存档备份，存于）; The Guardian: The Real da Vinci Code （页面存档备份，存于）
8. ↑  .   [2010-12-22]. （原始内容存档于2011-05-29）.
9. 1 2  Vezzosi, Alessandro. . 1997.
10. 1 2  达·芬奇的诞生被记录在其祖父安东尼奥的日记里，安杰拉·奥蒂诺·德拉基耶萨（Angela Ottino della Chiesa）在《列奥纳多·达·芬奇》（雷纳尔公司）和《列奥纳多·达·芬奇》（威廉·摩罗出版公司，1956年）中都曾引用这个日志。
11. ↑  della Chiesa, Angela Ottino. . 1967: 83.
12. ↑  Falconi, Marta. . USA: Fox. Associated Press. 2006-12-01  [2010-01-06]. （原始内容存档于2020-11-23） （英语）.
13. 1 2  Bortolon, Liana. . London: Paul Hamlyn. 1967.
14. ↑  Rosci, p. 20.
15. ↑  Rosci, p. 21.
16. ↑  Brigstoke, Hugh. . Oxford, ENG, UK. 2001.
17. ↑  Vasari, Giorgio. . Penguin Classics. 1568: 258–9.
18. ↑  .   [2006-12-31]. （原始内容存档于2020-11-23）.
19. ↑  The U.S. 公共电视网（PBS）, aired in October 2005, a television programme called "Leonardo's Dream Machines", about the building and successful flight of a glider based on Leonardo's design
20. ↑  .   [2007-01-10]. （原始内容存档于2006-12-10）.
21. ↑  .   [2006年12月31日]. （原始内容存档于2006年8月22日）.
22. ↑  .   [2006-12-31]. （原始内容存档于2011-09-01）.
23. ↑  .   [2006-12-31]. （原始内容存档于2006-07-03）.
24. ↑  .   [2006-12-31]. （原始内容存档于2010-06-24）.
25. ↑  .   [2006-12-31]. （原始内容存档于2006-11-02）.
26. ↑  Sigmund Freud, Gesammelte Werke, bd VIII, 1909–1913
27. ↑  Saslow, Ganymede in the Renaissance: Homosexuality in Art and Society, 1986, p.197
28. ↑  E quante volte! Considera che egli era uno bellissimo giovane, e massime ne' 15 anni. Giovanni Paolo Lomazzo, "Il Libro dei Sogni;"（1563）  in Scritti sulle arti; Centro DI, Firenze, 1974; vol 2, dialogue 5
29. ↑  .   [2020-09-30]. （原始内容存档于2007-04-05）.
30. ↑  Saslow, ibid., passim
31. ↑  Augusto Marinoni, in "Io Leonardo", Mondadori, Milano 1974, pp.288,310
32. ↑  Crompton, Louis: Homosexuality and Civilization. NY, 2003. p.269
33. ↑  Giorgio Vasari. . Penguin Classics, trans. George Bull 1965. 1568: 265. ISBN 0-14-044164-6.
34. ↑  .   [2007-09-27]. （原始内容存档于2007-04-03）.
35. ↑  Kemp, Martin. . Oxford University Press. 2006: 261–262  [10 October 2010]. ISBN 978-0-19-280725-0. （原始内容存档于2020-11-03）.
36. ↑  Rossiter, Nick. . London: Telegraph.co.UK. 2003-07-04  [2007-10-03]. （原始内容存档于2020-11-07）. ... It's a probate document listing the possessions of Leonardo's life-long companion, Salai ... It includes a painting valued at 505 lire, which was a small fortune in those days. So it must have been a masterpiece, almost certainly left to Salai by Leonardo himself...
37. ↑  Michael Rocke, Forbidden Friendships epigraph, p. 148 & N120 p.298
38. ↑  .   [2006-12-31]. （原始内容存档于2009-02-27）.
39. ↑  .   [2006-12-31]. （原始内容存档于2020-11-23）.
40. ↑  Maria Falconi, Experts reconstruct Leonardo fingerprint （页面存档备份，存于）, Associated Press, December 1, 2006.
41. ↑  .   [2013-12-19]. （原始内容存档于2016-03-18）.
42. ↑  .   [2013-12-19]. （原始内容存档于2019-05-02）.

## 延伸閱讀
- Jean Paul Richter. . Dover. 1970. ISBN 978-0-486-22572-2 and ISBN 978-0-486-22573-9 (paperback). 2 volumes. A reprint of the original 1883 edition（页面存档备份，存于）.
- Frank Zollner & Johannes Nathan. . Taschen. 2003. ISBN 978-3-8228-1734-6 (hardback).
- Fred Bérence. . Somogy. 1965. Dépot légal 4° trimestre 1965.
- Charles Nicholl. . Penguin. 2005. ISBN 978-0-14-029681-5.
- Simona Cremante. . Giunti. 2005. ISBN 978-88-09-03891-2 (hardback).
- John N. Lupia, "The Secret Revealed: How to Look at Italian Renaissance Painting," Medieval and Renaissance Times, Vol. 1, no. 2（Summer, 1994）: 6-17.（ISSN 1075–2110）
- Sherwin B. Nuland, "Leonardo Da Vinci." 176 P. Phoenix Press. 2001. ISBN 978-0-7538-1269-3
- Michael H. Hart. . Carol Publishing Group. 1992. ISBN 0-8065-1350-0 (paperback).

## 外部連結
- 達文西的北極密碼 - 消失中的「黃金比例」 （页面存档备份，存于）
- 名畫檔案-達文西 （页面存档备份，存于）
- 列奥纳多 （页面存档备份，存于）
- Leonardo da Vinci （页面存档备份，存于）
- 达·芬奇手稿扫描版 （页面存档备份，存于）